# Рави Шанкар
 Тази статия е за индийския музикант.  За индийския духовник вижте Шри Шри Рави Шанкар.  
Рави Шанкар (на английски: Ravi Shankar) е индийски музикант, изпълнител на ситар и композитор, получил световна известност след 60-те години на ХХ век.
Първият му албум (Три раги) е записан и издаден в Лондон през 1956 г. Членовете на групата Бийтълс, когато са на върха на славата в средата на 1960-те години, се срещат с него и допринасят за популяризирането на звука от ситар. Рави Шанкар участва на рок фестивала в Монтерей, щата Калифорния през 1967 г. и е показан зрелищно във финала на заснетия там пълнометражен документален филм. В следващата година участва на фестивала фестивала в Удсток, шата Ню Йорк и по-късно в концерта за Бангладеш.
През следващите три десетилетия Шанкар живее предимно в САЩ, където преподава, но често пътува за международни турнета. Работи с различни музиканти – както джазмени, така и класически композитори и изпълнители.
Негови дъщери са Анушка Шанкар и Нора Джоунс.

## Биография
Бащата на Рави Шанкар е от браминската каста, адвокат с международна кариера, който живее в Европа до смъртта си през 1935 г. Още на десет години Рави заминава в Париж, където е базирана изпълнителска трупа, водена от неговия по-голям брат Удай (Uday). Той участва като танцьор в нейни представления и се запознава с рудиментите на традиционната индийска музика. През 1938 г. Рави се завръща в Индия, където за 7 години е ученик на Алаудин Кан (Allaudin Khan), основна фигура на школата Майхар (Maihar gharana). След края на Втората световна война работи за индийското радио, композира и записва музика за местни издателски къщи, а също и за киното.
Шанкар се жени за дъщерята на своя гуру Анапурна Деви (Annapurna Devi) през 1941 г., а на следващата година се ражда синът му Субендра (Shubhendra Shankar). Той също е музикант, свири на ситар и участва в някои от турнетата на баща си до 1992 г., когато умира. Музикантът Ананада Шанкар (1942 – 1999) е племенник на Рави, син на неговия брат Удай.
От края на 1940-те в течение на трийсетина години Рави поддържа интимна връзка с танцьорката Камала Шастри. През 1981 г. от връзката му със Суканя Раджан (Sukanya Rajan) се ражда Анушка Шанкар, а през 1989 г. родителите ѝ сключват брак. Две години по-рано от друга връзка (с американката Сю Джоунс) се ражда Нора Джоунс.
След операция на сърцето и усложнения, Рави Шанкар умира в калифорнийска болница, близо до дома му, на 11 декември 2012 г.

## Музикално творчество и кариера
Рави Шанкар е свързан основно със северноиндийската, „индустанска“ музикална традиция. Подобно на своя гуру Алаудин Кан, който е реформатор, макар и само в рамките на собствената си школа, той също иновира, като опростява, но и обогатява своите изпълнения. Музиката, която Рави Шанкар свири, по начало е предназначена за подготвена, образована публика; тя е класическа, доколкото се подчинява на множество правила и условности, при все че изпълнителят разполага с много свобода при интерпретирането ѝ.
Скоро след като завършва школовката при своя гуру, Рави Шанкар започва да работи за индийското радио. Композира разнообразна музика, в която смесва западно оркестриране и традиционни индийски инструменти. Талантът му скоро бива оценен и той няколко пъти получава поръчки за филмова музика, включително и от Сатяджит Рей.
От средата на 50-те години започва да концертира в Европа и СAЩ, където също бива оценен. От средата на 60-те години добива популярност сред младежката публика. Важна роля в кариерата му изиграват Бийтълс и особено техният китарист Джордж Харисън. Участието му – и успехът – в музикалните събития със световен отзвук пораждат интерес, довел до заснемането на документалния филм „Pага“.
Лондонският симфоничен оркестър го кани да напише концерт за ситар и оркестър, който е изпълнен и записан под диригентството на Андре Превен.
От началото на 70-те години Рави Шанкар се установява в Калифорния и през следващите десетилетия преподава в различни университети. Успоредно с това редовно изнася концерти, пише своя музика и сътрудничи с други музиканти. В началото на 80-те години се появява вторият му концерт, през 1990 г. участва в проект с Филип Глас.
По-нататък задълбочаващи се здравословни проблеми го карат да ограничи изявите си, но музиката му е вече общопризната, за което свидетелства присъждането на многобройни награди.
В 2010 г., при кръглата му годишнина, Лондонският симфоничен оркестър изпълнява негова симфония, като партията на ситар е поверена на дъщеря му Анушка.

## Дискография
- Three Ragas (1956)
- Anuradha (1960)
- Music of India (1962)
- Improvisations  (1962)
- India's Most Distinguished Musician in Concert (1962)
- Ragas & Talas (1964)
- The Master Musicians of India (with Ali Akbar Khan) (1964)
- West Meets East (3 Albums) with Yehudi Menuhin (с Йехуди Менухин) (1966 – 7, 1976)
- At the Monterey Pop Festival (1967)
- A Morning Raga / An Evening Raga (1968)
- At the Woodstock Festival (1969)
- Six Ragas (1970)
- Concerto for Sitar & Orchestra with London Symphony Orchestra (с Лондонски симфоничен оркестър) and André Previn (1971)
- The Masters of Indian Music  (1972) (double album with Ali Albar Khan)
- Shankar in Japan (1979)
- Tana Mana (1987)
- Inside the Kremlin (1988)
- Passages (Ravi Shankar and Philip Glass) (с Филип Глас) (1990)
- Towards the Rising Sun (1996)
- Full Circle: Carnegie Hall 2000 (2001)
- Ravi Shankar, George Harrison (Джордж Харисън) – Collaborations (2010)
- Symphony with London Philharmonic Orchestra and David Murphy (conductor) (2012)